# Obleganje Antiohije
Obleganje Antiohije je poimenovanje za dvoje obleganj Antiohije v prvi križarski vojni. V prvem obleganju, ki je trajalo od 21. oktobra 1097 do 3. junija 1098, so križarji oblegali Turke Seldžuke, ki so Antiohijo zavzeli leta 1085. V drugem obleganju od 7. do 28. junija 1098 je križarje oblegala vojska mosulskega atabega Kerboge. 
Križarsko obleganje mesta je bilo dolgotrajno in polno pomanjkanja. Antiohijo so uspeli osvojiti z izdajo poveljnika enega od obrambnih stolpov tik pred prihodom močne muslimanske vojske, ki je prihajala na pomoč oblegancem. Zasedbi mesta je sledil pokol muslimanskega mestnega prebivalstva.
Kerbogova vojska je prišla do Antiohije 5. junija in čez nekaj dni začela oblegati mesto. Križarji so se zaradi pomanjkanja hrane znašli v brezizhodnem položaju, potem pa je neki menih našel »Sveto sulico«, ki je križarjem tako dvignila moralo, da so s fanatično borbo v bitki pred mestnim obzidjem uspeli premagli muslimane.

## Zgodovinsko ozadje
Seldžuki so Antiohijo zasedli leta 1085. Mestne utrdbe so bile še iz časa cesarja Justinjana I. Velikega, vendar so jih tik pred napadom Seldžukov ojačali, dele obzidja pa so zgradili znova. Seldžuki so mesto zavzeli s prevaro, zato je bilo mestno obzidje popolnoma nepoškodovano. 
Leta 1097 je bil guverner mesta Jagi-Sijan, ki je vedel za prihod križarjev, zato je prosil za pomoč sosednje muslimanske države. Na njegove prošnje ni bilo nobenega odziva. Med pripravami na obrambo je dal zapreti grškega patriarha Ivana Oksita, Grke in Armence pa je izgnal iz mesta. Od pravoslavnih vernikov so lahko ostali samo Sirijci. 

## Prihod križarjev
Križarji, ki so jih vodili Godfrej Bouillonski, Bohemond Tarantski in Rajmond Touluški, so prišli pred Antiohijo 20. oktobra 1097. Vodje križarjev na začetku niso bili enotnega mnenja, kaj storiti. Rajmond je predlagal direkten napad, Godfrej in Bohemond pa sta bila za obleganje. Rajmond je nazadnje nejevoljen popustil in 21. oktobra 1097 so križarji že obkolili del mestnega obzidja. Obzidje Antiohije je bilo premočno za direkten napad, toda Jagi-Sijan si je vseeno oddahnil, ker za dobro obrambo mesta ni imel dovolj vojakov. 
Bohemond se je utaboril na severovzhodnem vogalu obzidja v bližini vrat svetega Pavla, Rajmond in Godfrej sta taborila bolj zahodno, prvi pri Pasjih drugi pa pri Vojvodskih vratih, kjer je bil čez reko Oront zgrajen pontonski most do vasi Talenki. Južno od njiju je bil obrambni stolp Dve sestri, na severozahodnem vogalu pa vrata svetega Jurija, ki jih križarji niso blokirali in so zato služila za oskrbovanje mesta. Južna in vzhodna stran mesta sta se naslanjali na hrib Silpij, na katerem so bila Železna vrata in citadela. 

## Prvo obleganje

### Priprave
Sredi novembra je prišel Bohemondov nečak Tankred Galilejski z okrepitvami in genovske ladje s hrano in ostalimi potrebščinami. Decembra je Godfrej zbolel, zaloge hrane pa so začele kopneti, zato sta se Bohemond Tarantski in Robert Flandrijski z 20.000 vojaki odpravila na jug iskat hrano. Jagi Sijan je izkoristil njuno odsotnost in 29. decembra skozi vrata svetega Jurija napadel preostalo vojsko Rajmonda Touluškega. Rajmondu je uspelo napad odbiti.
Vojsko Bohemonda Tarantskega in Roberta Flandrijskega, je medtem napadla turška vojska, ki je pod Dudakovim poveljstvom prihajala iz Damaska na pomoč oblegani Antiohiji. Križarji so Dukaka premagali, vendar so se morali vrniti z zelo skromnimi količinami hrane. 
Mesec december se je končal z nenavadnimi znamenji: 30. decembra je bil potres, naslednjo noč je bil viden polarni sij, naslednjih nekaj tednov pa je bilo mnogo bolj deževnih in hladnih kot prejšnja leta. Dukak se je zaradi vremena vrnil v Damask in se kasneje ni več vmešaval v boje.

### Lakota
Pomanjkanje hrane je kmalu začelo ubijati ljudi in konje. Umrl je vsak sedmi križar, konj pa je ostalo samo še 700. Izgleda, da so nekateri revni vojaki iz skupine, ki jo je vodil Peter Puščavnik in so sami sebe imenovali Tafurji, zaradi velike lakote jedli celo trupla mrtvih Turkov. Drugi so jedli konje, nekateri pa so raje umrli od lakote. Lokalni kristjani so jim poslali nekaj hrane, vendar to ni bilo dovolj. Vojaki in vitezi so začeli dezertirati. Dezertiral je tudi Peter Puščavnik, vendar ga je Tankred Galilejski kmalu po pobegu ujel in vrnil v Antiohijo. 

### General Tatik odide z bojišča
Februarja je odšel z bojišča bizantinski general Tatik, ki je spremljal križarje kot svetovalec in predstavnik cesarja Alekseja I. Komnena. Tatik je trdil, da ga križarji nič več ne poslušajo in ga poskušajo ubiti, ker naj bi Aleksej na skrivaj hrabril Turke. Bohemod je na drugi strani trdil, da je Tatik izdajalec in strahopetec, kar je po njegovem mnenju dovolj tehten razlog, da Antiohije ne vrnejo Bizantinskemu cesarstvu, čeprav so prisegli, da jo bodo vrnili. Bohemond je hotel Antiohijo na vsak način obdržati zase in je morda celo sam zrežiral Tatikov odhod. Medtem je Turkom iz Alepa prišla na pomoč muslimanska vojska, ki ji je poveljeval Ridvan. Njegovo vojsko so križarji 9. februarja 1098 porazili. 

### Angleške okrepitve
Marca 1098 je v zaliv svetega Simeona priplula angleška flota pod poveljstvom Edgarja Athelinga in pripeljala gradivo za oblegovalne naprave. Gradivo so poslali Bizantinci, toda križarji tega niso šteli za neposredno bizantinsko pomoč. 6. marca je Rajmonda in Bohemonda na poti iz pristanišča napadel oddelek Jagi-Sijanove vojske in vse gradivo bi bilo skorajda izgubljeno. 
Križarji so takoj začeli graditi oblegovalne naprave in utrdbo La Mahomerie, ki naj bi blokirala Mostna vrata, skozi katera so Turki ogrožali oskrbovanje križarjev. Poleg tega so zahodno od vrat svetega Jurija popravili opuščen samostan, preko katerega so Turki oskrbovali Antiohijo. Križarji so bili zdaj pripravljeni na učinkovito obleganje. Mesto so popoloma odrezali od zaledja.

### Fatimidsko odposlanstvo
Aprila so v križarski tabor prišli odposlanci Fatimidov iz Egipta in poskušali skleniti mir in zavezništvo proti skupnemu sovražniku – Turkom. Z njimi se je pogajal Peter Puščavnik, ki je tekoče govoril arabsko. Fatimidi so bili prepričani, da so križarji zgolj bizantinski najemniki, zato so jim bili pripravljeni prepustiti Sirijo pod pogojem, da ne napadejo Palestine. S tem bi se vzpostavilo do tedaj običajno razmerje moči med Bizantinskim cesastvom in Egiptom na Bližnjem vzhodu. Ker je bil cilj križarjev ravno Palestina oziroma Jeruzalem, ponudbe Fatimidov niso sprejeli in pogajanja so padla v vodo. 

### Osvojitev mesta
Konec maja 1098 se je Antiohiji približevala vojska iz Mosula pod poveljstvom atabega Kerboge. Njegovi vojski sta se priključila še Ridvan in Dukak ter nekaj oddelkov iz Perzije in Mezopotamije. Križarji so imeli za pripravo obrambe dovolj časa, ker je Kerboga nameraval najprej osvojiti Edeso, ki jo je prejšnje leto zavzel Baldvin Bouillonski. Edesa je njegov napad vzdržala, zaradi neuspešnega pohoda pa je Kerboga izgubil tri tedne dragocenega časa. 
Križarji so se zavedali, da morajo zasesti mesto pred Kerbgovim prihodom, če hočejo preživeti. Bohemond Tarantski je skrivoma vzpostavil stik z Armencem Firuzom, ki je poveljeval stolpu Dve sestri in ga podkupil, da bo odprl mestna vrata. Bohemond se je zatem začel pogajati s križarji in jim obljubil vstop v mesto, če mesto po osvojitvi prepustijo njemu. Rajmond je temu ugovarjal, češ da mesto skladno s prisego iz leta 1097 pripada cesarju Alekseju I.. Godfrej, Tankred, Robert in drugi vodje so bili istega mnenja, vendar so se zavedali, da lahko mesto osvojijo samo z izdajo, zato so Bohemondovo zahtevo sprejeli. 
2. junija so Štefan Bloiški in nekaj drugih vodij kljub temu dezertirali. Firuz je Bohemondu še istega dne svetoval, naj se pretvarja, da gre proti Kerbogovi vojski, potem pa naj se vrne in ponoči po lestvah spleza preko mestnega obzidja. To so tudi naredili in Firuz je nato odprl mestna vrata. Osvojitvi mesta je sledil pokol, v katerem je poleg muslimanov padlo tudi mnogo kristjanov. Jagi-Sijan je pobegnil, vendar so ga pred mestom ujeli sirijski kristjani in ga usmrtili. Njegovo odsekano glavo so kot trofejo prinesli Bohemondu.

## Drugo obleganje
3. junija zvečer so križarji obvladovali večino mesta razen citadele, ki jo je branil Jagi-Sijanov sin Šams ad-Daulah. Ivana Oksitskega so ponovno razglasili za antioškega patriarha.
5. junija je pred mestno obzidje prišla Kerbogova vojska in 7. junija prvič poskusila osvojiti mesto. Ker poskus ni uspel, so 9. junija začeli z obleganjem. 
Križarji, ki so pred nekaj dnevi dezertirali, so se vračali v Konstantinopel in naleteli na cesarja Alekseja Komnena, ki je prihajal na pomoč oblegani Antiohiji. Štefan Bloiški je Alekseja prepričal, da je stanje pred Antiohijo brezupno in da križarji nimajo nobenih izgledov za zmago. Ker je Aleksej vedel, da imajo Turki v Anatoliji v rezervi še eno vojsko, svojih vojakov ni hotel žrtvovati in se je raje vrnil.

### Odkritje Svete sulice
10. junija je do takrat malo znan menih Peter Bartolomej trdil, da je imel videnja, v katerih mu je sveti Andrej povedal, da je v mestu Sveta sulica, s katero so prebodli Kristusa na križu. Videnja in halucinacije so imeli tudi drugi od lakote izčrpani križarji in neki drug menih je trdil, da sta se mu prikazala Kristus in Devica Marija. Škof Ademar Puyski videnjem ni verjel, ker je Sveto sulico videl že v Konstantinoplu, Rajmond Touluški pa je Petrovim videnjem verjel, zato so začeli kopati v katedrali svetega Petra. 15. junija je Peter končno našel konico sulice, ki jo po mnenju nekaterih kar sam prinesel s seboj. Peter je imel zatem še eno videnje, v katerem mu je sveti Andrej naročil, naj se križarska vojska pet dni posti, potem pa bo zmagala. 
14. junija je v bližini sovražnikovega tabora padel meteorit, kar so imeli križarji za dobro znamenje. Najdba sulice je pomenila drugo dobro znamenje. Škof Ademar je v pristnost konice še naprej dvomil, vendar je odkritje kljub dvomom križarjem močno dvignilo moralo. 
27. junija so Petra Puščavnika poslali na pogajanja s Kerbogo iz katerih je bilo razvidno, da je spopad neizbežen. Bohemond je zato križarje razdelil na šest skupin. Eni od njih je poveljeval sam, drugim pa so poveljevali Hugo Vermandois in Hugo Flandrijski, Godfrej, Robert Normandijski, Ademar Puyski ter Tankred in Gaston IV. Béarnski. Rajmond je zbolel in je ostal v mestu s približno 200 možmi, da bi varoval citadelo, ki jo je branil Kerbogov poveljnik Ahmed Ibn Mirvan.

### Bitka
Križarska vojska je prišla pred mestno obzidje 28. junija 1098. Na čelu je jezdil Rajmond Aguilerski in nosil Sveto sulico. 
Kerboga in njegovi generali so imeli glede bitke različna mnenja. Generali so hoteli napasti vsako skupino križarjev posebej, Kerboga pa je bil za splošen napad, ker je podcenjeval moč križarske vojske. S hlinjenim umikom je poskušal križarje zvabiti na zanje neprimeren teren, medtem ko so jih stalno obstreljevali njegovi lokostrelci. Eden od oddelkov je napadel križarsko levo krilo, vendar je Bohemondu uspelo napad odbiti. Križarji so imeli veliko žrtev, med katerimi je bil tudi Ademarjev zastavonoša. Kerbogovi vojaki so nato zažgali travo na ozemlju med svojimi in križarskimi položaji, vendar križarjev niso uspeli prestrašiti, ker so imeli videnje, da pred njimi jezdijo trije svetniki - Jurij, Dimitrij in Mavricij. 
Bitka je bila kratka. Ko so križarji dosegli Kerbogove položaje, je Dukak dezertiral, večina turških vojakov pa se je nato panično razbežala. Turška vojska se je umaknila in kmalu zetem se je vdala tudi posadka v mestni citadeli.

## Posledice
Po bitki je Bohemond Tarantski ponovno zahteval mesto zase, Ademar in Rajmond Touluški pa sta temu nasprotovala. Huga Vermandoiškega in Baldvina Hainautskega so poslali v Konstantinopel k Alekseju I., toda cesar ni bil zainteresiran, da bi v poznem poletju poslal v Antiohijo svojo vojsko in jo zahteval zase. Medtem je Bohemond v Antiohiji trdil, da je Aleksej dezertiral, zato dane prisege niso več veljavne.
Bohemond in Rajmond sta zasedla Jagi Sijanovo palačo, toda večina mesta je bila v Bohemondovih rokah. Izgledalo je, kot da so Franki iz severne Francije, Provansalci iz južne Francije in Normani iz južne Italije trije popolnoma različni narodi in da hočejo čim bolj dvigniti vsak svoj status, v resnici pa je šlo predvsem za osebne interese. 
Kmalu po zmagi je izbruhnila epidemija, verjetno tifusa, katere žrtev je bil 1. avgusta tudi papežev legat Ademar. Septembra so vodje pohoda prosili papeža Urbana II., naj osebno prevzame oblast v Antiohiji, vendar je papež prošnjo zavrnil. Križarji so do konca leta 1098 zasedli širšo okolico mesta in se še vedno borili s pomanjkanjem hrane in konj, ker jim okoliški muslimani niso hoteli ničesar prodati. Vitezi nižjih rangov in vojaki so postajalo nestrpni. Ponovno se je začenjala lakota, zato so sklenili oditi brez svojih sprtih vodij. Novembra je Rajmond končno popustil in predal Antiohijo Bohemondu, ki je postal prvi antioški knez.
Junija 1099 so križarji prišli do Jeruzalema in ga po pettedenskem obleganju osvojili.
Obleganje Antiohije je kmalu postalo legenda, ki so jo opevali v junaški pesnitvi chanson d'Antioche.

## Peter Bartolomej
Uspeh Petra Bartolomeja in pristnost njegove Svete sulice sta bila za njegove nasprotnike še vedno sporna, ker so bila njegova videnja preveč cenena in prilagojena trenutni situaciji. Nekateri so ga celo odkrito obtožili, da laže. Peter je zato predlagal preskus z ognjem, s katerim bo dokazal, da govori resnico. Zakurili so dve veliki grmadi, med katerima je bil prehod, po katerem bi moral iti Peter. Če bi preskus prestal, bi to pomenilo, da ga čuvajo Bog in angeli in da govori resnico. 
Peter preskusa ni prestal in je zaradi hudih opeklin po dvanajstih dneh agonije umrl. O Sveti sulici se potem ni več govorilo, čeprav so nekateri še naprej trdili, da je bila pristna.